# Nora Bayes
Nora Bayes, nata Eleanor Goldberg (Joliet, 8 ottobre 1880 – Brooklyn, 19 marzo 1928), è stata un'attrice e cantante statunitense.

## Biografia
Nata in Illinois, ha lavorato a Chicago come performer di vaudeville dall'età di 18 anni. Con questa attività ha girato in tour tutti gli Stati Uniti fino a raggiungere il palcoscenico di Broadway.
Dal 1908 al 1913 è stata sposata con il cantautore Jack Norworth, con il quale ha anche collaborato, scrivendo e interpretando numerose canzoni, una delle quali è Shine On, Harvest Moon, datata 1908.
È stata sposata cinque volte. È morta a soli 48 anni a causa di un tumore.